# Pakpak Bharat

Die Kecamatan im Bezirk

Pakpak Bharat ist ein indonesischer Regierungsbezirk (Kabupaten) in der indonesischen Provinz Sumatra Utara. Mitte 2023 leben hier 56.272 Menschen (28.381 Männer und 27.891 Frauen) auf 1365,61 Quadratkilometer Fläche. Der Regierungssitz des Kabupaten Pakpak Bharat ist die Stadt Salak.

## Geographie
Pakpak Bharat liegt im Westen der Provinz Sumatra Utara und erstreckt sich zwischen 700 und 1.500 Metern Höhe. Seine geografischen Koordinaten liegen zwischen 2°15′ und 3°32′ n. Br. sowie zwischen 96°00′ und 98°31′ ö. L. Der Binnenbezirk grenzt im Nordosten an den Bezirk Dairi, im Osten an Samosir, im Südosten an Humbang Hasundutan, im Süden an Tapanuli Tengah, im Westen (südlicher Teil) an Aceh Singkil sowie im nördlichen Westen an die autonome Stadt Kota Subulussalam, die beiden letztgenannten Nachbarn gehören zur Provinz Aceh.

## Verwaltungsgliederung
Administrativ unterteilt sich Pakpak Bharat in acht Distrikte (indonesisch Kecamatan) mit 52 Dörfern (indonesisch Desa).
| Code 1   | Kecamatan Distrikt           | Ibu Kota Verwaltungssitz | Fläche (km²) | Einw. 2010 2 | Volkszählung 2020 | Volkszählung 2020 | Volkszählung 2020 | Anzahl der |
| Code 1   | Kecamatan Distrikt           | Ibu Kota Verwaltungssitz | Fläche (km²) | Einw. 2010 2 | Einw. 3           | 0Dichte 40        | Sex Ratio 5       | Desa       |
| -------- | ---------------------------- | ------------------------ | ------------ | ------------ | ----------------- | ----------------- | ----------------- | ---------- |
| 12.15.01 | Sitelu Tali Urang Jehe       | Sibande                  | 473,62       | 9.365        | 11.486            | 24,3              | 101,79            | 10         |
| 12.15.02 | Kerajaan                     | Sukarame                 | 147,61       | 8.115        | 10.078            | 68,3              | 99,52             | 10         |
| 12.15.03 | Salak                        | Salak                    | 245,57       | 7.216        | 10.057            | 41,0              | 100,90            | 6          |
| 12.15.04 | Sitelu Tali Urang Julu       | Ulu Merah                | 53,02        | 3.376        | 4.321             | 81,5              | 104,59            | 5          |
| 12.15.05 | Pergetteng Getteng Sengkut00 | Kecupak                  | 66,64        | 3.740        | 4.751             | 71,3              | 101,91            | 5          |
| 12.15.06 | Pagindar                     | Pagindar                 | 75,45        | 1.211        | 1.476             | 19,6              | 110,56            | 4          |
| 12.15.07 | Tinada                       | Tinada                   | 74,03        | 3.639        | 4.827             | 65,2              | 103,58            | 6          |
| 12.15.08 | Siempat Rube                 | Jambu Rea                | 82,36        | 3.843        | 5.355             | 65,0              | 104,47            | 6          |
| 12.11    | Kab. Pakpak Bharat000        | Kab. Pakpak Bharat000    | 1.218,30     | 40.505       | 52.351            | 43,0              | 102,09            | 52         |

## Demographie
Zur siebten Volkszählung im September 2020 (indonesisch Sensus Penduduk – SP2020) lebten in Pakpak Bharat 52.351 Menschen, davon 25.905 Frauen (49,48 %) und 26.446 Männer (50,52 %). Gegenüber dem letzten Zensus (2010) stieg der Frauenanteil um 0,014 % (20.468 Männer ÷ 20.037 Frauen).
Am Jahresende 2022 waren die Mehrheit (60,25 %) der Einwohner Christen (31.470 Protestanten und 2179 Katholiken), zwei Fünftel waren Muslime. Im Jahr 2020 gab es 127 Kirchen (24 prot. Kirchen im Kec. Siempat Rube), davon 15 katholische Kirchen. Zur islamischen Glaubensausübung gab es 77 Moscheen (27 davon in Sitellu Tali Urang Jehe) und 23 kleinere Gebetshäuser indonesisch Musola.

### Soziale Daten 2020
| Merkmal                                                            | Kabupaten | 0Provinz Sumatra Utara0 |
| ------------------------------------------------------------------ | --------- | ----------------------- |
| Bev. unterh. der Armutsgrenze (Tsd.)0                              | 4,59      | 1.283,29                |
| Anteil der „armen Bevölkerung“ (indonesisch Penduduk miskin) (%)00 | 09,28     | 08,75                   |
| Arbeitslosenrate (%)                                               | 01,93     | 006,91                  |
| Lebenserwartung (in Jahren)                                        | 65,74     | 069,10                  |
| HDI-Index                                                          | 67,59     | 071,77                  |
| Analphabetenrate (in %, > 15 J.)                                   | ★         | 000,84                  |
| Abhängigenquotient (%)                                             | 60,81     | 048,32                  |
| Anteil der Altersgruppen                                           | 0Real0    | 0Prozentual0            |
| Kinder (<15 J.)                                                    | 17.5110   | 033,45                  |
| arbeitsfähige Bevölkerung (15–64 J.)                               | 32.5540   | 062.18                  |
| Rentner und Pensionäre (>65 J.)                                    | 02.2860   | 004,37                  |

2020 gab es 11.375 Haushalte bei einer durchschnittlichen Haushaltsgröße von 4,44 Personen.

### Aktuelle Bevölkerungsdaten vom Jahresende 2022
Nachfolgende Tabelle gibt den Einwohnerstand per 31. Dezember 2022 wieder.
| Kecamatan                    | Fläche km² | Einwohner gesamt | Männer | Frauen | Dichte Einw. je km² | Sex Ratio (100 M/F) |
| ---------------------------- | ---------- | ---------------- | ------ | ------ | ------------------- | ------------------- |
| Sitelu Tali Urang Jehe       | 385,62     | 12.153           | 6.153  | 6.000  | 31,5                | 102,55              |
| Kerajaan                     | 143,18     | 10.962           | 5.497  | 5.465  | 76,6                | 100,59              |
| Salak                        | 238,92     | 10.485           | 5.213  | 5.272  | 43,9                | 98,88               |
| Sitelu Tali Urang Julu       | 51,77      | 4.600            | 2.345  | 2.255  | 88,9                | 103,99              |
| Pergetteng Getteng Sengkut00 | 75,51      | 5.088            | 2.574  | 2.514  | 67,4                | 102,39              |
| Pagindar                     | 296,30     | 1.576            | 825    | 751    | 5,3                 | 109,85              |
| Tinada                       | 56,86      | 5.185            | 2.635  | 2.550  | 91,2                | 103,33              |
| Siempat Rube                 | 120,20     | 5.800            | 2.943  | 2.857  | 48,3                | 103,01              |
| Kab. Pakpak Barat            | 1.368,36   | 55.849           | 28.185 | 27.664 | 40,8                | 101,88              |

## Geschichte
Der Regierungsbezirk entstand durch das Gesetz 9 des Jahres 2003 durch die Ausgliederung von drei Kecamatan aus dem „Mutterbezirk“ Dairi. Diese drei Kecamatan (Sitelli Tali Urang Jehe, Kerajaan sowie, Salak) wurden Ende des Jahres 2005 in weitere, neu gebildete Kecamatan unterteilt:
- Sitellu Tali Urang Julu, 5 Desa vom Kec. Salak
- Pergetteng-getteng Sengkut, 4 Desa von Salak
- Pagindar 4 Desa aus Salak
- Tinada 6 Desa von Kerajaan
- Siempat Ruhe 5 Desa vom Kec. Kerajaan